# Páternoster

Animované schéma páternosteru

Páternoster (oficiálně oběžný výtah) je druh výtahu s nepřetržitým řetězem kabin, vertikální dopravní zařízení pracující na plynulém oběžném principu. Podle nových právních a technických předpisů oběžné výtahy již nejsou druhem výtahu, ale patří obecně mezi zdvihací zařízení respektive zdvihadla.

## Princip
V jedné výtahové šachtě jsou dvě řady kabin, z nichž se jedna pohybuje směrem nahoru a druhá dolů. Jednotlivé kabiny nejsou umístěny těsně nad sebou. Vzdálenost mezi nimi je taková, aby kabina v oblasti úvrati (kde se začne pohybovat do boku a její svislý pohyb se zpomaluje až k okamžiku zastavení a ihned přejde ve svislý pohyb opačným směrem, viz schéma) nenarazila do kabiny předchozí nebo následující. Tak lze nepřetržitě odbavovat cestující, kteří mohou kdykoli nastoupit a kdykoli vystoupit v libovolném podlaží. Na konci směrové dráhy páternosteru jsou kola, podél kterých jsou obtočené závěsné řetězy kabin. Kabina se tak ve sklepě či ve strojovně (v úvrati) posune do opačného dopravního směru. Kabina se tedy nepřeklopí, ale jen se horizontálně přesune (ve skutečnosti se pohybuje po půlkružnici, viz schéma). Páternostery jsou vybaveny čidly, která je zastaví v případě, že by pasažér uvízl mezi kabinou a vchodem.

## Využití
První oběžný výtah na světě byl instalován roku 1884 v Londýně. Páternostery ale byly instalovány především v první polovině 20. století. Nejvhodnějšími objekty pro jejich využití jsou velké administrativní budovy, například banky, ministerstva, úřady a školy. V mnohých z nich také dodnes slouží.
V době kolem vstupu Česka do EU se v médiích objevily informace, podle kterých páternostery nevyhovují evropským normám a nebudou moci být provozovány, tato informace však byla nepřesná, existující výtahy mohou být provozovány i nadále. Páternostery se totiž nyní neřadí mezi „výtahy“, ale mezi jiná „strojní zařízení“, na která se nevztahují normy na výtahy.
Název pochází z modlitby Pater noster (česky Otčenáš), tedy odkazuje na středověké modlitební šňůry, tzv. paternostery, s jejichž pomocí se odříkávala řada modliteb Otčenáš, později se modlitba i šňůra vyvinula v růženec, jehož korálky vzdáleně mechanismus páternosteru připomínají.

## Výhody a nevýhody
Výhodami oběžného výtahu oproti běžnému druhu zdviže jsou vysoká přepravní kapacita, energetická nenáročnost, spolehlivost a rychlost použití, jimiž se páternostery blíží eskalátorům.
Nevýhodou je naopak praktická nemožnost přepravovat tělesně postižené osoby a malou rychlostí způsobená problematická použitelnost ve výškových budovách na větší mezipodlažní vzdálenosti. Při špatně načasovaném nástupu či výstupu může dojít k zaklínění těla a jelikož výtah nezastavuje, tak ke zraněním, která mohou být i smrtelná.

## Oběžné výtahy vlegislativě a terminologii

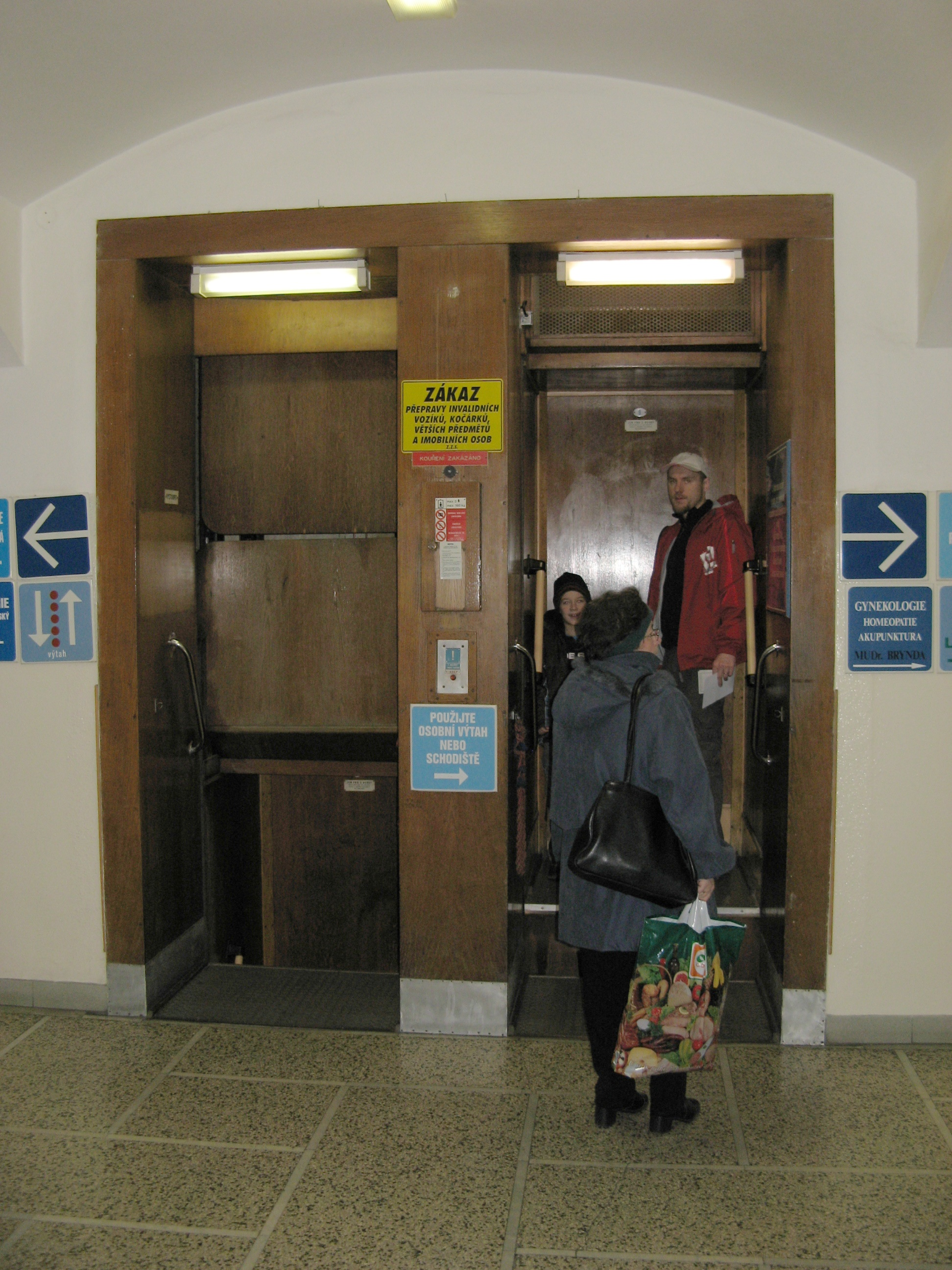
Paternoster v pražském zdravotnickém středisku v Kartouzské ulici

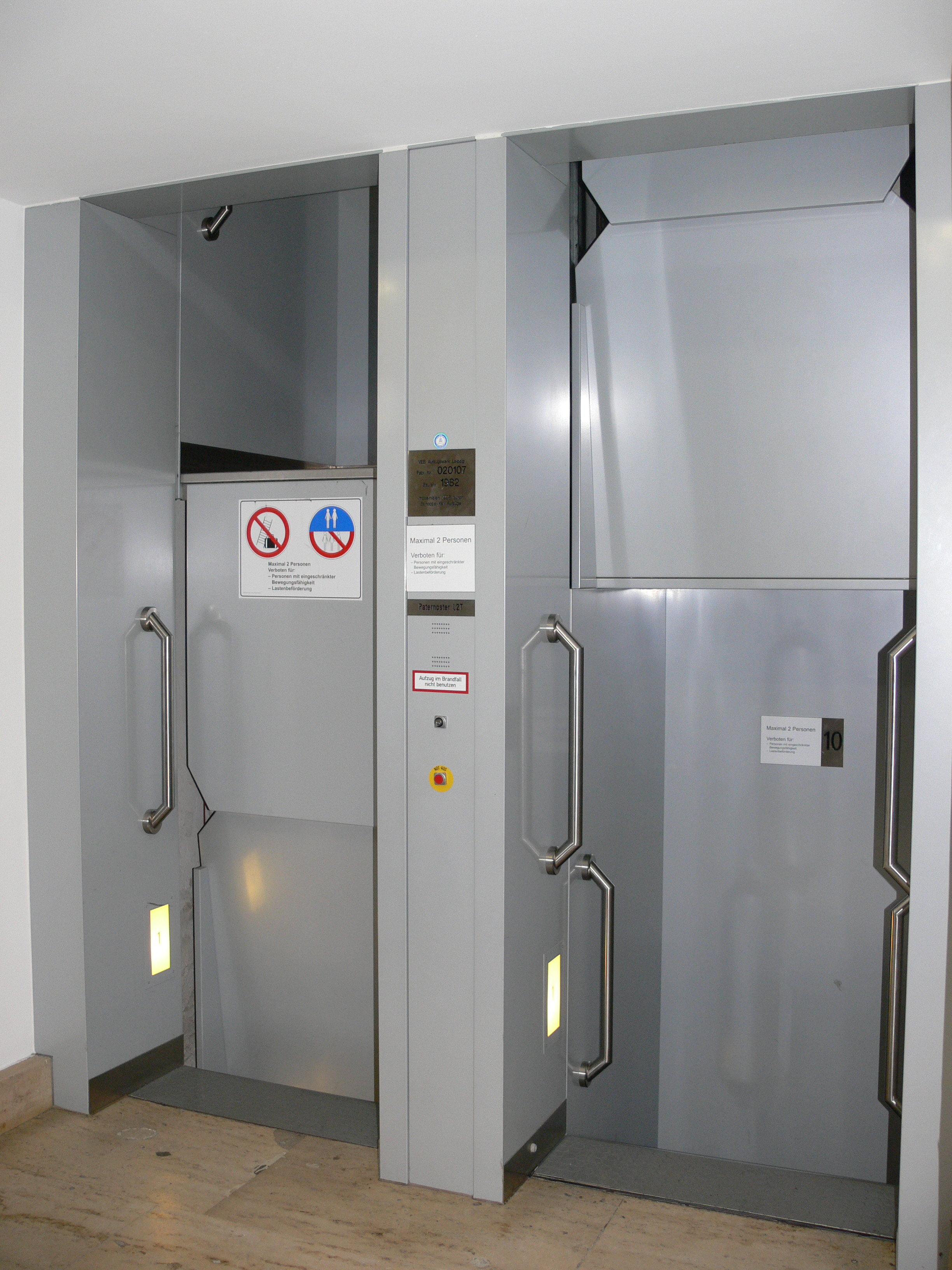
Moderní páternoster v Berlíně

V době uvedení do provozu většina oběžných výtahů spadala pod pojem výtah. Nově vybudované oběžné výtahy by v Česku již pod tento pojem nespadaly.
O oběžných výtazích se zmiňovaly například § 209 a 212 vyhlášky č. 48/1982 Sb. Českého úřadu bezpečnosti práce, kterou se stanoví základní požadavky k zajištění bezpečnosti práce a technických zařízení, později zrušené vyhláškou č. 192/2005 Sb.
Na oběžné výtahy se vztahovaly staré normy ČSN 27 4009 část 10 (Elektrické výtahy. Projektování a konstruování. Oběžné výtahy.), obecně též ČSN 27 4002 (Elektrické výtahy. Zřizování, zkoušení a provoz).
Nové normy o výtazích, ČSN EN 81–1 (Bezpečnostní předpisy pro konstrukci a montáž osobních, nákladních a malých nákladních výtahů. Část 1: Elektrické výtahy) a ČSN 81–80 (Bezpečnostní předpisy pro konstrukci a montáž výtahů. Existující výtahy. Část 80: Předpisy pro zvyšování bezpečnosti existujících výtahů určených pro dopravu osob nebo osob a nákladů) ve vymezení předmětu své působnosti píší: „Tato norma neplatí pro zdvihací zařízení jako jsou oběžné výtahy.“ (Obě tyto normy jsou spolu s dalšími zahrnuty pod třídicí znak 27 4003.) Na oběžné výtahy se nevztahuje ani nařízení vlády č. 27/2003 Sb., kterým se stanoví technické požadavky na výtahy, a které je implementací směrnice Evropského parlamentu a Rady č. 95/16/ES.
Pro nové oběžné výtahy by platily obdobné obecné předpisy jako pro zdvihací plošiny k přepravě vozíčkářů, eskalátory nebo travelátory.